# Ауельбек
Ауельбек (каз. Әуелбек, до 1994 г. — Октябрьское) — село в Актогайском районе Павлодарской области Казахстана. Расположено в 52 км к юго-востоку от Актогая и в 63 км к северу от Павлодара. Административный центр Ауельбекского сельского округа. Код КАТО — 553235100.

## История
Село Октябрьское было центральной усадьбой совхоза «25 лет Октября», основанного в 1942 году. В 1969 году совхоз был преобразован в опытное хозяйство по производству семян трав Казахского научно-исследовательского института лугопастбищного хозяйства Министерства сельского хозяйства Казахской ССР.
В 1959 году близи от совхоза было найдено погребение богатой женщины кимако-кипчакской эпохи.

## Население
В 1985 году в селе жили 1894 человека, в 1999 году население села составляло 1189 человек (565 мужчин и 624 женщины). По данным переписи 2009 года, в селе проживало 800 человек (373 мужчины и 427 женщин).